# Coccinella septempunctata
Обична бубамара (Coccinella septempunctata), код нас позната и као седмотачкаста бубамара, инсект је из реда тврдокрилаца (Coleoptera) и породице бубамара (Coccinellidae).

## Распрострањење и станиште
Настањује целу Eвропу (изузев Исланда).  У двадесетом веку је успешно насељена и у Северну Америку. У Србији је има у свим крајевима и на свим надморским висинама.

## Опис
Њена покрилца су црвене до наранџасте боје, са по три црне тачке на сваком и једном која је подељена тако да се на сваком покрилцу налази по једна половина, што укупно чини седам тачака, по чему је ова врста добила и латински назив. На латинском septem значи седам, а punctata - тачкаста. Тело јој је дугачко 5,5–8 mm.

## Значај
Бубамаре су веома значајне јер се хране биљним и штитастим вашима које, када се пренамноже, могу нанети велике штете гајеним биљкама. Као најчешћа бубамара у Европи Coccinella septempunctata има велики значај.

## Галерија
- јаја
- ларва
- одрасли инсект
- парење